# 薩姆納鎮區 (愛荷華州愛荷華縣)
薩姆納鎮區（英語：Sumner Township）是位於美國愛荷華州愛荷華縣的一個行政鎮區。

## 地方資料
根據2010年美國人口普查的數據，薩姆納鎮區的面積為94.31平方千米，當中陸地面積為94.31平方千米，而水域面積為0.00平方千米。當地共有人口367人，而人口密度為每平方千米3.89人。